# Louder Than Concorde Tour
Louder Than Concorde Tour – trzecia trasa koncertowa Eltona Johna; w jej trakcie odbyło się pięćdziesiąt dziewięć koncertów.

## Program koncertów
1. „Grow Some Funk on Your Own”
2. „Goodbye Yellow Brick Road”
3. „Island Girl”
4. „Rocket Man”
5. „Hercules”
6. „Bennie and the Jets”
7. „Funeral for a Friend"/"Love Lies Bleeding”
8. „Love Song” (cover Lesleya Duncana)
9. „Lucy in the Sky with Diamonds” (cover The Beatles)
10. „Don't Let the Sun Go Down on Me”
11. „Empty Sky”
12. „Someone Saved My Life Tonight”
13. „Don't Go Breaking My Heart”
14. „I've Got the Music in Me” (cover Kiki Dee)
15. „Philadelphia Freedom”
16. „We All Fall in Love Sometimes”
17. „Curtains”
18. „Tell Me When the Whistle Blows"

Bisy:
1. „Saturday's Night Alright for Fighting”
2. „Your Song”
3. „Pinball Wizard” (cover The Who)

## Lista koncertów
1. 29 kwietnia 1976 – Leeds, Anglia – Leeds Grand
2. 30 kwietnia 1976 – Leeds, Anglia – Leeds Grand
3. 1 maja 1976 – Manchester, Anglia – Manchester Belleuve
4. 2 maja 1976 – Preston, Anglia – Preston Guildhall
5. 3 maja 1976 – Liverpool, Anglia – Liverpool Empire
6. 4 maja 1976 – Liverpool, Anglia – Liverpool Empire
7. 5 maja 1976 – Leicester, Anglia – De Montfort Hall
8. 6 maja 1976 – Hanley, Anglia – Victoria Hall
9. 7 maja 1976 – Wolverhampton, Anglia – Civic Hall
10. 9 maja 1976 – Croydon, Anglia – Farfield Hall
11. 11 maja 1976 – Londyn, Anglia – Earl’s Court
12. 12 maja 1976 – Londyn, Anglia – Earl’s Court
13. 13 maja 1976 – Londyn, Anglia – Earl’s Court
14. 14 maja 1976 – Watford, Anglia – Baileys
15. 16 maja 1976 – Birmingham, Anglia – Birmingham Odeon
16. 17 maja 1976 – Birmingham, Anglia – Birmingham Odeon
17. 18 maja 1976 – Sheffield, Anglia – Sheffield City Hall
18. 20 maja 1976 – Newcastle, Anglia – Newcastle City Hall
19. 21 maja 1976 – Edynburg, Szkocja – Ulster Hall
20. 24 maja 1976 – Glasgow, Szkocja – Apollo Theatre
21. 25 maja 1976 – Glasgow, Szkocja – Apollo Theatre
22. 27 maja 1976 – Coventry, Anglia – New Theatre Oxford
23. 28 maja 1976 – Coventry, Anglia – New Theatre Oxford
24. 29 maja 1976 – Southampton, Anglia – Gaumont Theatre
25. 30 maja 1976 – Taunton, Anglia – Taunton Odeon
26. 31 maja 1976 – Bristol, Anglia – Bristol Hippodrome
27. 1 czerwca 1976 – Bristol, Anglia – Bristol Hippodrome
28. 3 czerwca 1976 – Cardiff, Walia – Cardiff Capitol
29. 4 czerwca 1976 – Cardiff, Walia – Cardiff Capitol
30. 29 czerwca 1976 – Landover, Maryland, USA – Capitol Centre
31. 30 czerwca 1976 – Landover, Maryland, USA – Capitol Centre
32. 1 lipca 1976 – Landover, Maryland, USA – Capitol Centre
33. 4 lipca 1976 – Foxborough, Massachusetts, USA – Schaeffer Stadium
34. 6 lipca 1976 – Filadelfia, Pensylwania, USA – The Spectrum
35. 7 lipca 1976 – Filadelfia, Pensylwania, USA – The Spectrum
36. 8 lipca 1976 – Filadelfia, Pensylwania, USA – The Spectrum
37. 11 lipca 1976 – Pontiac, Michigan, USA – Pontiac Silverdome
38. 13 lipca 1976 – Greensboro, Karolina Północna, USA – Greensboro Coliseum
39. 14 lipca 1976 – Charlotte, Karolina Północna, USA – Charlotte Coliseum
40. 16 lipca 1976 – Atlanta, Georgia, USA – Omni Coliseum
41. 18 lipca 1976 – Tuscaloosa, Alabama, USA – Memorial Coliseum
42. 20 lipca 1976 – Louisville, Kentucky, USA – Freedom Hall
43. 21 lipca 1976 – Indianapolis, Indiana, USA – Market Square Arena
44. 24 lipca 1976 – Saint Paul, Minnesota, USA – Saint Paul Civic Center
45. 26 lipca 1976 – Chicago, Illinois, USA – Chicago Stadium
46. 27 lipca 1976 – Chicago, Illinois, USA – Chicago Stadium
47. 28 lipca 1976 – Chicago, Illinois, USA – Chicago Stadium
48. 29 lipca 1976 – Chicago, Illinois, USA – Chicago Stadium
49. 1 sierpnia 1976 – Richfield, Ohio, USA – Richfield Coliseum
50. 2 sierpnia 1976 – Richfield, Ohio, USA – Richfield Coliseum
51. 3 sierpnia 1976 – Cincinnati, Ohio, USA – Riverfront Coliseum
52. 7 sierpnia 1976 – Buffalo, Nowy Jork – Rich Stadium
53. 10 sierpnia 1976 – Nowy Jork, Nowy Jork, USA – Madison Square Garden
54. 11 sierpnia 1976 – Nowy Jork, Nowy Jork, USA – Madison Square Garden
55. 12 sierpnia 1976 – Nowy Jork, Nowy Jork, USA – Madison Square Garden
56. 13 sierpnia 1976 – Nowy Jork, Nowy Jork, USA – Madison Square Garden
57. 15 sierpnia 1976 – Nowy Jork, Nowy Jork, USA – Madison Square Garden
58. 16 sierpnia 1976 – Nowy Jork, Nowy Jork, USA – Madison Square Garden
59. 17 sierpnia 1976 – Nowy Jork, Nowy Jork, USA – Madison Square Garden